# Poltergeist di Enfield

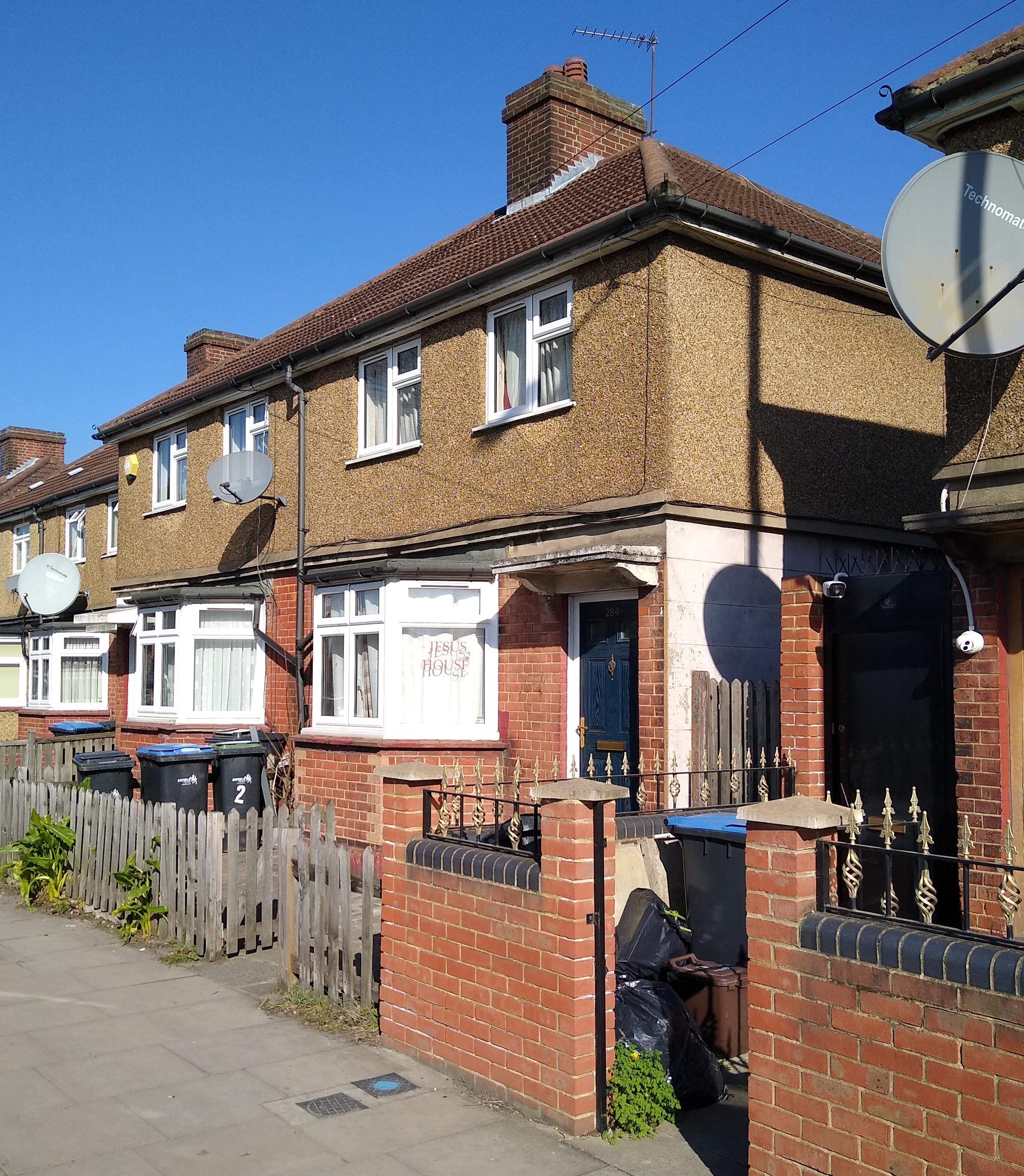
Enfield, Green Street 284: la "casa del poltergeist"

Il poltergeist di Enfield fu un presunto caso di attività paranormale avvenuto tra l'agosto 1977 e il settembre 1978 a Enfield, un borough a nord di Londra.
Londra, Inghilterra. Questo caso è il più documentato nella storia dei poltergeist, oltre ad essere uno dei più duraturi. Vi presero parte anche la famosa coppia di demonologi Ed e Lorraine Warren. Tuttavia, membri del Society for Psychical Research e del Committee for Skeptical Inquiry considerano il caso una bufala.

## La storia
I fatti si svolsero in casa di Peggy Hodgson, una donna divorziata che viveva con i suoi quattro figli (Margaret, Janet, Johnny e Billy) in una casa popolare al numero 284 di Green Street. In particolare, i fenomeni parevano ruotare intorno alla piccola Janet, che all'epoca aveva 11 anni. 
Tutto ebbe inizio la sera del 30 agosto 1977, quando Janet svegliò sua madre e le disse che il suo letto sobbalzava. Peggy, credendo si trattasse di uno scherzo, non diede peso alla cosa, ma Janet e Johnny rimasero svegli per buona parte della notte.
La notte successiva, il 31 agosto, Peggy venne nuovamente svegliata dai figli, i quali non riuscivano a dormire a causa di alcuni rumori. Giunta nella stanza, la donna non udì niente e invitò i figli a smetterla di giocare, ma poco dopo aver spento la luce cominciò a sentire anche lei degli strani rumori, descritti come i passi di qualcuno che trascina le pantofole. Peggy decise dunque di rimanere nella stanza per tranquillizzare Janet e Johnny. Qualche minuto dopo, una pesante cassettiera di rovere, posta in un angolo della stanza, si mosse da sola. Peggy la rimise a posto, ma questa si mosse nuovamente arrivando quasi a bloccare la porta. La donna tentò nuovamente di rimetterla a posto, ma la cassettiera non si spostò. Quasi contemporaneamente iniziarono a sentirsi dei violenti colpi alle pareti, come un incessante bussare. A quel punto una terrorizzata Peggy corse dai vicini, Vic e Peggy Nottingham, insieme ai suoi figli. Vic, un muratore, si recò a casa degli Hodgson insieme a suo figlio per controllare che non ci fossero ladri, e udì gli stessi violenti colpi alle pareti che poco prima gli aveva descritto Peggy. A quel punto venne chiamata la polizia: ad intervenire furono due agenti. Uno di loro, l'agente Carolyn Heeps, in seguito firmò una dichiarazione in cui affermò di aver visto una sedia muoversi da sola. Inoltre, entrambi i poliziotti udirono i colpi alle pareti. 
Nei giorni successivi, spaventata per l'intensificarsi degli eventi, Peggy Hodgson si rivolse a preti, medium e infine alla stampa. Due giornalisti del Daily Mirror, il reporter Douglas Bence e il fotografo Graham Morris, accorsero sul posto. Durante la loro visita non successe nulla di insolito, ma quando i due lasciarono la casa i rumori alle pareti ripresero, più forti di prima. Morris rientrò immediatamente per fotografare alcuni mattoncini della Lego che fluttuavano nell'aria, ma venne colpito sulla fronte da uno di questi.

### Le indagini di Maurice Grosse
Fu proprio un inviato del Daily Mirror che suggerì alla famiglia di contattare la Society for Psychical Research (SPR). Quest'ultima affidò il caso a due dei suoi membri: Maurice Grosse, che arrivò sul posto il 5 settembre – a una settimana dall'inizio della vicenda – e Guy Playfair, che lo raggiunse il 12 settembre. Dopo pochi giorni di permanenza, i due assistettero alla levitazione di mattoncini LEGO, biglie e altri giocattoli, che una volta caduti a terra si rivelavano bollenti (caratteristica tipica dei casi di poltergeist). Grosse inoltre notò che le biglie, una volta atterrate, non rimbalzavano. 
Grosse e Playfair riuscirono a registrare i colpi alle pareti (raps), e si resero conto che il rumore si spostava man mano, come se provenisse da più parti contemporaneamente. Assistettero inoltre alle crescita dei fenomeni, fino ad arrivare a vedere divani che levitavano nell'aria e a sentire latrati di cani provenienti da stanze vuote. 
Un giorno Maurice Grosse e Vic Nottingham, mentre si trovavano in cortile, sentirono delle urla strazianti dall'interno della casa e si precipitarono dentro, trovando Margaret, la sorella maggiore di Janet, in lacrime e in una posizione anomala, sulle scale. La ragazza urlò «Non riesco a muovermi! Mi trattiene la gamba!» ("I can't move! It's holding my leg!"). I due uomini, dopo parecchi sforzi, riuscirono a spostare la gamba di Margaret.

### Il poltergeist parla
Come accennato, gli incidenti si incentravano particolarmente intorno alla piccola Janet. Una strana forza sembrava infatti strapparle di dosso le coperte e i cuscini mentre era a letto, e a volte la spingeva e la strattonava con violenza. Alcuni testimoni affermarono addirittura di averla vista levitare, e alcuni scatti fotografici (molto discussi) parrebbero documentare proprio questo genere di fenomeni. Questa nuova fase dei fenomeni coincise col primo ciclo mestruale di Janet. A un certo punto, dalla gola di Janet cominciarono a provenire degli strani suoni, come dei versi di animale che, nel giro di poco tempo, si trasformarono in una voce che dialogava con i presenti. 
Secondo il ventriloquo Ray Alan sarebbe stata la stessa Janet a produrre la voce utilizzando le cosiddette false corde vocali, tuttavia qualunque sia la possibile spiegazione è certamente insolito il fatto che riuscisse a parlare speditamente in quel modo, talvolta anche per due ore consecutive, senza riportare la benché minima infiammazione della laringe né alterazioni vocali di alcun genere. 
In certe occasioni, la “voce” che diceva di comunicare attraverso Janet, e che si faceva chiamare “Bill”, sembrava leggere nel pensiero delle persone che aveva intorno, e secondo alcuni dimostrò capacità chiaroveggenti. Quando “Bill” dichiarò di essere un “fantasma”, Grosse gli chiese se ricordava in che modo era morto. Questa fu la sua risposta: «Sono diventato cieco... poi ho avuto un'emorragia e mi sono addormentato e sono morto su una sedia nell'angolo al pianterreno». Inoltre Bill chiedeva ai giornalisti di andarsene da casa sua. Alcuni mesi dopo Grosse fu contattato da Terry Wilkins, il cui padre, Bill, aveva vissuto nella casa degli Hodgson prima che questi ultimi vi si trasferissero. Quando gli fu fatta ascoltare la registrazione in questione, confermò che la “voce” aveva descritto le esatte circostanze della morte di Bill Wilkins.

## Epilogo e interpretazioni
Dopo quasi due anni i fenomeni scemarono rapidamente e finalmente cessarono. Maurice Grosse e la maggior parte dei testimoni oculari si dichiararono convinti della natura paranormale della vicenda. Altri, soprattutto i parapsicologi John Beloff e Anita Gregory, invece sollevarono delle forti perplessità nel momento in cui Janet fu colta, grazie a una telecamera, nell'atto di piegare manualmente alcuni cucchiai; avrebbe poi spiegato che lo aveva fatto per cercare di mandare via i giornalisti che assediavano la casa in attesa dei fenomeni o, secondo altre fonti, per vedere se gli investigatori se ne sarebbero accorti.

## Nella cultura di massa
- Guy Lyon Playfair, un giornalista e investigatore del paranormale che affiancò Grosse poco dopo l'inizio delle indagini, scrisse il libro This House is Haunted sul caso.
- Il 6 marzo 2007 Channel 4 ha mandato in onda un documentario dal titolo Interview With a Poltergeist, nel quale si ricostruiscono i fatti di Enfield per mezzo di foto, brani audio e interviste con i protagonisti e con i testimoni.
- Il 4 settembre 2011 Italia 1 ha trasmesso un servizio del programma Mistero, dedicando ampio spazio a questo caso.
- Nel 2015 è stato prodotto il film TV Enfield - Oscure presenze.
- Dalla vicenda nel 2016 è stato tratto il film The Conjuring 2 - Il caso Enfield (The Conjuring 2), diretto da James Wan.